# Suikerfreule (toneelstuk)
Suikerfreule is een toneelstuk van de Nederlandse schrijver Henri van Wermeskerken, die wordt beschouwd als de belangrijkste blijspelschrijver uit de Nederlands-Indische toneelliteratuur. Het stuk ging in première op 4 november 1917 in Soerabaja en werd gedurende de 20ste eeuw duizenden malen opgevoerd. In 1925 bewerkte Van Wermeskerken het stuk tot roman. Het is een vervolg op Tropenadel, waarmee het tot Van Wermeskerkens populairste werken behoort.

## Personages
- Dirk van der Kooy, tweede machinist op de suikerfabriek.
- Betje van der Kooy, vrouw van Dirk.
- Trude, dochter van Dirk.
- Schuit, vriend en oudste employée van Dirk.
- Nittel, fabricagechef.
- Van Wielandt, administrateur.
- Oessin, inheemse huisjongen.

## Inhoud

### Eerste bedrijf
Dirk van der Kooy, machinist op een suikerfabriek in Toelong Baroe, heeft onverwacht bezoek ontvangen. Nadat zijn vrouw Betje ('juffrouw Van der Kooy' uit Tropenadel) van kennissen had vernomen dat mannen er in Nederlands-Indië minnaressen op na zouden houden, heeft zij halsoverkop besloten naar Indië te vertrekken. Bij aanvang van het stuk blijkt Betje moeilijk te kunnen aarden in de tropen; zij is aan een grote schoonmaak begonnen, waardoor Dirk en diens collega Schuit hun kamers niet meer in kunnen. De zelfingenomen administrateur Van Wielandt brengt een bezoek, in de hoop Dirks vrouw het hof te kunnen maken. Wanneer hij echter ontdekt dat Betje een volks type van tegen de vijftig is, druipt hij teleurgesteld af.
Dirk ontvangt een telegram waarin de komst van Trude wordt aangekondigd, zijn dochter uit een eerdere relatie met een inheemse vrouw. Betje weet echter niet van het bestaan van Dirks 'voorkind' af, en wanneer zij het telegram ontdekt, wendt Dirk haar voor dat Trude de dochter van zijn collega Schuit is. Schuit is beduusd, maar bereid het spel een tijdje mee te spelen. Wanneer Trude arriveert legt Schuit haar de situatie uit. Ze moet erom huilen, maar verklapt niets aan Betje.

### Tweede bedrijf
Betje is gehecht geraakt aan Trude, die haar helpt integreren in het Indische leven. Van Wielandt komt langs, en probeert Trude het hof te maken. Hij is door de directie ontslagen wegens wanbeleid, waarna de jongere fabricagechef Nittel benoemd is tot waarnemend administrateur. Kort na Van Wielandts vertrek verschijnt Nittel, die al langer een verhouding blijkt te hebben met Trude.
Dirk windt zich op over het feit dat Trude uit wandelen is met Nittel, maar Betje neemt het voor haar op. Dirk en Schuit peilen voorzichtig of Betje open zou staan voor de onthulling dat haar man een 'voorkind' heeft, maar het resultaat is weinig hoopgevend. Het gesprek wordt onderbroken door de buurvrouw, die de muskieten aan het uitroken is, en die de rook de tuin van de Van der Kooys in blaast. Betje vervalt uit woede weer in haar volkse manieren, en roept de buurvrouw racistische leuzen toe. Dirk pikt dit niet, en zegt van haar te willen scheiden.
Er wordt een brief bezorgd van Van Wielandt aan 'mejuffrouw Van der Kooy', waarmee hij Trude bedoelt. Hierin bekent hij zijn liefde voor haar, en vraagt haar ten huwelijk. Betje, die de brief in ontvangst neemt, denkt echter dat deze voor háár bedoeld is. Trude en Nittel keren terug van hun wandeling, en vertellen Betje dat zij voornemens zijn te gaan trouwen. Betje vertelt over de brief. Nittel beraamt vlug een plan, en zegt Betje dat zij Van Wielandt er persoonlijk over moet spreken; zo zal zij er meteen achter komen dat Dirk in werkelijkheid Trude's vader is.

### Derde bedrijf
Van Wielandt komt aan bij het huis van de Van der Kooys, waar hij tot zijn verbazing niet Trude, maar Betje aantreft. Na een ongemakkelijk gesprek wordt duidelijk dat er sprake is van een misverstand. Betje roept Schuit erbij, en zegt hem dat Van Wielandt om zijn dochter komt. Dan komt de waarheid aan het licht. Wanneer Dirk verschijnt, blijkt Betje eerder blij te zijn dan boos: ze had altijd al verlangd naar een dochter, en is erg gesteld op Trude. Het echtpaar praat het uit, en stemt meteen in met de verloving van Trude en Nittel. Eind goed, al goed - al moet Schuit moet er wel aan wennen plots weer kinderloos te zijn.

## Achtergrond en ontvangst
Volgens Van Wermeskerken ontstond het idee voor het stuk, toen hij eens een bezoek bracht aan een suikerfabriek in de Oosthoek van Java. De gastheer stelde hem voor aan diens echtgenote, die kort daarvoor uit Nederland was overgekomen. Ontroerd door de vrouw, die hem vertelde alles te willen doen om een echte Indische dame te worden, besloot Van Wermeskerken het lot van de Hollandse vrouw in Indië als uitgangspunt te nemen voor zijn volgende toneelwerk.
Op 4 november 1917 vond in Soerabaja de première plaats, waarbij Mathilde Kiehl naast de regie ook de titelrol voor haar rekening nam. Enige tijd later ging het stuk ook in Nederland in première, bij het gezelschap van Herman Heijermans en Jan Musch. Esther de Boer-van Rijk keerde hier terug in de rol van Betje van der Kooy, die zij eerder met veel succes in Tropenadel had vertolkt. Het stuk wist het succes van Tropenadel te evenaren. Opvoeringen van Een poppenhuis en John Gabriel Borkman van Henrik Ibsen, en bijna ook De wijze kater van Heijermans zelf, werden overschaduwd en van het podium afgedrongen. Alleen al in de jaren 20 is Suikerfreule meer dan tweeduizend keer opgevoerd, waarna het decennialang bij menig toneelgezelschap op het repertoire stond.

## Verfilming
In 1935 werd Suikerfreule verfilmd door de onderneming Majestic-Film van filmproducent Haro van Peski. In een radio-interview door Gustav Czopp verklaarde Van Peski waarom hij juist voor dit verhaal had gekozen:
Het toneelstuk heeft zo veel grappige situaties, en er ligt zoveel humor in de conflicten die daardoor ontstaan [...]. In de roman heb ik, door een zeer fijne tekening van enige zeer gevoelige figuren, tegelijkertijd mensen aangetroffen die in de ware zin van het woord mensen zijn. Menselijk zijn.
De film werd Van Peski's regiedebuut, en Van Wermeskerken werkte mee aan het scenario. De opnames vonden voor het grootste deel plaats in de Cinetone Filmstudio's Amsterdam.

## Galerij

Affiche voor de voorstelling De Suikerfreule gespeeld door het Nederlandsch Toneel in Medan
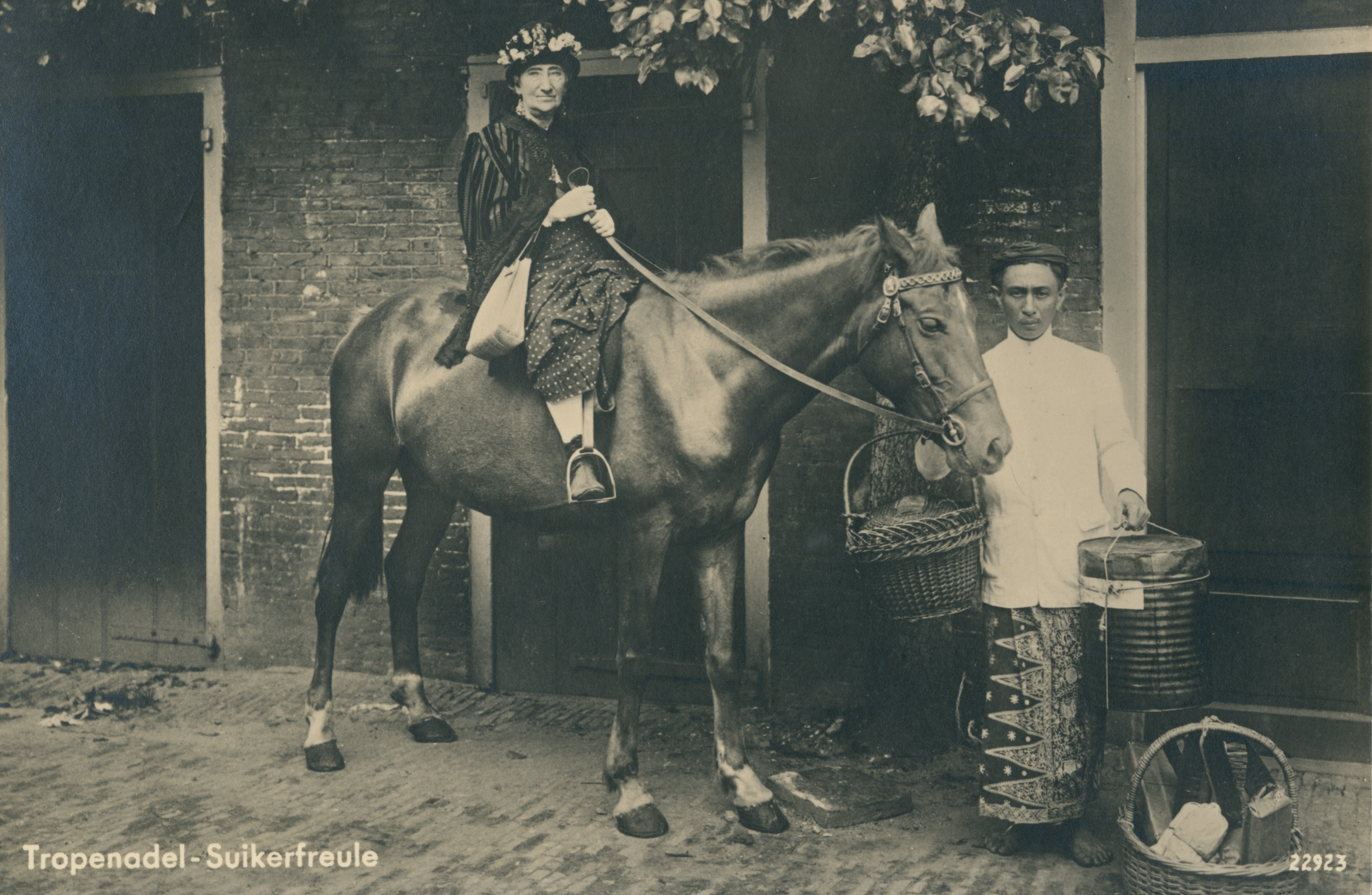
Esther de Boer-van Rijk als Betje van der Kooy
Scène uit Suikerfreule met o.a. Annie Follender en Nico de Jong (1926)